# Masae Suzuki
Masae Suzuki (鈴木 政江, Suzuki Masae, Chiba, 21 januari 1957) is een voormalig Japans voetbalster.

## Carrière
Suzuki speelde voor onder meer Nikko Securities Dream Ladies.
Zij nam met het Japans vrouwenvoetbalelftal deel aan de Wereldkampioenschappen vrouwenvoetbal in 1991. Japan werd uitgeschakeld in de groepsfase met de Brazilië, Zweden en de Verenigde Staten. Daar stond zij in alle drie de wedstrijden van Japan opgesteld.

## Statistieken
| Japans vrouwenvoetbalelftal | Japans vrouwenvoetbalelftal | Japans vrouwenvoetbalelftal |
| Jaar                        | Wed.                        | Dlp.                        |
| --------------------------- | --------------------------- | --------------------------- |
| 1984                        | 1                           | 0                           |
| 1985                        | 0                           | 0                           |
| 1986                        | 13                          | 0                           |
| 1987                        | 4                           | 0                           |
| 1988                        | 3                           | 0                           |
| 1989                        | 9                           | 0                           |
| 1990                        | 5                           | 0                           |
| 1991                        | 10                          | 0                           |
| Totaal                      | 45                          | 0                           |